# Emerson Drive
Emerson Drive ist eine kanadische Country-Musikband. Die Band wurde im Jahre 1995 in Grande Prairie, Alberta, Kanada gegründet. Die Band besteht aus Brad Mates (Gesang), Danick Dupelle (Gitarre), Mike Melancon (Schlagzeug), Dale Wallace (Keyboard) und David Pichette (Fiddle).

## Bandgeschichte
Die Band erfuhr eine steigende Bekanntheit durch die Veröffentlichung von zwei Alben unter dem Bandnamen 12 Gauge. Mit der ersten Single gewann die Band einen lokalen Wettbewerb, den „Battle of the Bands“ contest. Daraufhin folgten die Veröffentlichungen weiterer zwei Singles und eines Musikvideos, mit denen sie in den kanadischen Country Charts sehr erfolgreich waren. 1999 änderte die Band ihren Namen in Emerson Drive. Die Band zog für eine Zeit nach Nashville, Tennessee, um einen Plattenvertrag bei einer Plattenfirma zu unterzeichnen. Emerson Drive veröffentlichte zwei Alben unter dem DreamWorks Plattenvertrag und erzielte damit sehr gute Platzierungen in den US-amerikanischen und kanadischen Country Music Charts. Nachdem DreamWorks 2005 in finanzielle Probleme geraten war, unterzeichnete die Band ein Plattenvertrag bei Midas Records Nashville, bei dem die Band mehrere Songs veröffentlichte und auch ihre erste Nummer Eins Platzierung mit der Single „Moments“ erreichte. 2008 schloss Midas Records ihr Countrymusic Geschäftsfeld und die Band unterzeichnete bei dem Plattenunternehmen Valory Music Co. Das neue Album, „Believe“ wurde in Kooperation mit Midas Records produziert.

## Auszeichnungen
Die Band war bei vielen Preisverleihungen nominiert, gewonnen hat sie bei:
Im Jahr 2002 gewann die Band bei der Preisverleihung der Canadian Country Music Association in den Kategorien Top New Artist sowie Group or Duo of the Year und den Chevy Trucks Rising Star Award.
2003 gewann die Band bei der Academy of Country Music in der Kategorie: Top New Vocal Group or Duo. 2007 gewann die Band bei der Canadian Country Music Association in den Kategorien Group or Duo of the Year, CMT Music Video of the Year – „Moments“, Album of the Year – Countrified und mit der Single of the Year – „Moments“.

## Diskografie

### Studioalben
| Jahr | Titel         | Höchstplatzierung, Gesamtwochen, AuszeichnungChartplatzierungen (Jahr, Titel, Platzierungen, Wochen, Auszeichnungen, Anmerkungen) | Höchstplatzierung, Gesamtwochen, AuszeichnungChartplatzierungen (Jahr, Titel, Platzierungen, Wochen, Auszeichnungen, Anmerkungen) | Anmerkungen                            |
| Jahr | Titel         | US | Country | Anmerkungen                            |
| ---- | ------------- | --- | --- | -------------------------------------- |
| 2002 | Emerson Drive | US108 (2 Wo.)US | Country13 (69 Wo.)Country | Erstveröffentlichung: 21. Mai 2002     |
| 2004 | What If?      | US107 (2 Wo.)US | Country12 (8 Wo.)Country | Erstveröffentlichung: 29. Juni 2004    |
| 2006 | Countrified   | US141 (8 Wo.)US | Country30 (55 Wo.)Country | Erstveröffentlichung: 29. August 2006  |
| 2012 | Roll          | — | Country62 (1 Wo.)Country | Erstveröffentlichung: 30. Oktober 2012 |

Weitere Alben
- 1996: Open Season (als 12 Gauge)
- 1997: Until You Walk the Tracks (als 12 Gauge)
- 2009: Believe

### Kompilationen
- 2011: Decade of Drive

### EPs
- 2015: Tilt-a-Whirl

### Singles
| Jahr | Titel Album                                       | Höchstplatzierung, Gesamtwochen, AuszeichnungChartplatzierungen (Jahr, Titel, Album, Platzierungen, Wochen, Auszeichnungen, Anmerkungen) | Höchstplatzierung, Gesamtwochen, AuszeichnungChartplatzierungen (Jahr, Titel, Album, Platzierungen, Wochen, Auszeichnungen, Anmerkungen) | Anmerkungen                             |
| Jahr | Titel Album                                       | US | Country | Anmerkungen                             |
| ---- | ------------------------------------------------- | --- | --- | --------------------------------------- |
| 2001 | I Should Be Sleeping Emerson Drive                | US35 (20 Wo.)US | Country4 (34 Wo.)Country | Erstveröffentlichung: 22. Oktober 2001  |
| 2002 | Fall Into Me Emerson Drive                        | US34 (20 Wo.)US | Country3 (36 Wo.)Country | Erstveröffentlichung: 15. Juli 2002     |
| 2003 | Only God (Could Stop Me Loving You) Emerson Drive | — | Country23 (24 Wo.)Country | Erstveröffentlichung: 31. März 2003     |
| 2004 | Last One Standing What If?                        | US89 (8 Wo.)US | Country21 (22 Wo.)Country | Erstveröffentlichung: 24. Januar 2004   |
| 2004 | November What If?                                 | — | Country41 (9 Wo.)Country | Erstveröffentlichung: 2004              |
| 2006 | A Good Man Countrified                            | — | Country17 (33 Wo.)Country | Erstveröffentlichung: 13. März 2006     |
| 2006 | Moments Countrified                               | US56 (20 Wo.)US | Country1 (28 Wo.)Country | Erstveröffentlichung: 27. November 2006 |
| 2007 | You Still Own Me Countrified                      | — | Country22 (32 Wo.)Country | Erstveröffentlichung: 16. Juli 2007     |
| 2008 | Belongs to You Believe                            | — | Country32 (15 Wo.)Country | Erstveröffentlichung: 17. November 2008 |

Weitere Singles
- 1996: Hopeless Guy (als 12 Gauge)
- 1997: Love’s a Trip (als 12 Gauge)
- 1998: Some Trains Never Come (als 12 Gauge)
- 2003: Waitin’ on Me
- 2005: If You Were My Girl
- 2005: Still Got Yesterday
- 2006: Countrified Soul
- 2007: Testify
- 2007: Everyday Woman
- 2009: Believe
- 2009: I Love This Road
- 2009: The Extra Mile
- 2010: That Kind of Beautiful
- 2010: When I See You Again
- 2011: Let Your Love Speak
- 2011: Sleep It Off
- 2012: She’s My Kind of Crazy (CA: Platin)[2]
- 2012: Let It Roll (mit Doc Walker)
- 2013: With You
- 2013: She Always Gets What She Wants
- 2015: Who We Are
- 2015: Till the Summer’s Gone
- 2015: Good Hurt
- 2017: Just Got Paid (CA: Gold)
- 2018: The Road
- 2019: Country People